# Сенгол

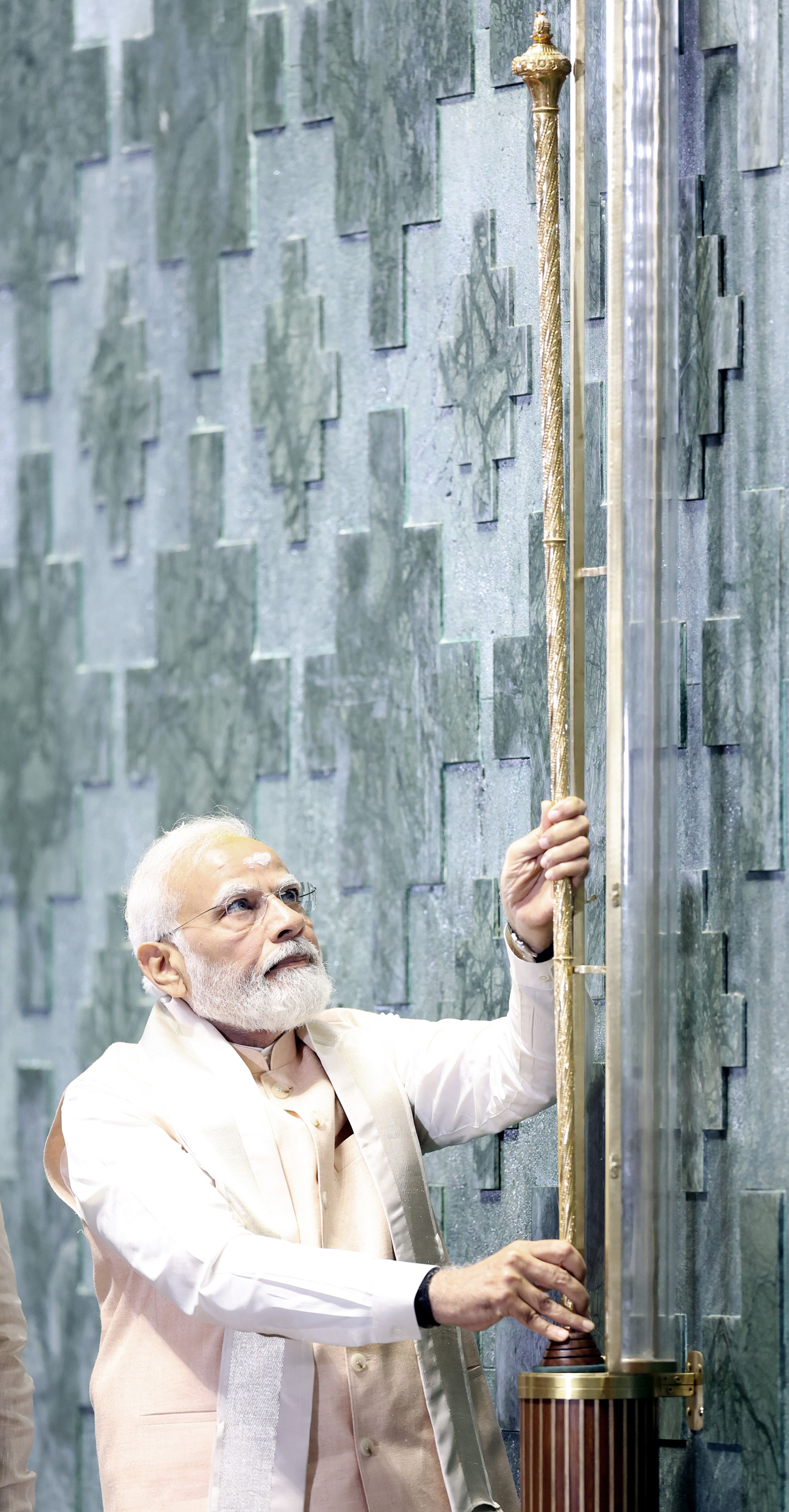
Премьер-министр Нарендра Моди устанавливает Сенгол в новом парламенте Индии

Сенгол (IAST: ceṅkōl) — позолоченный серебряный скипетр, установленный в Новом здании парламента Индии премьер-министром Нарендрой Моди в 2023 году. Первоначально он был подарен Джавахарлалу Неру, первому премьер-министру Индии накануне независимости, 14 августа 1947 года, делегацией святых мужей из монастыря Адхинам. Спустя семь десятилетий Сенгол стал символом перехода власти от Британского правительства к Индии.

## История
По мере приближения независимости Индии Джавахарлал Неру и другие светила Индийского национального конгресса участвовали во многих религиозных церемониях, которые должны были принести благо зарождающейся нации, и получили в процессе множество даров. На одной из таких церемоний в его доме, 14 августа, Сенгол был подарен Неру посланниками Тирувадутурай Адхинам Матха.
На открытии нового здания парламента Моди установил Сенгол возле кресла спикера Лок Сабхи.

## Дизайн
Сенгол — позолоченный скипетр около 5 футов (1,5 м) в длину. На его вершине вырезана Нанди.

## Дебаты
Некоторые политологи отмечают, что Сенгол является символом божественной силы, подходящей для монархии; которому не место в парламенте демократической страны. Кроме того, другие отмечают, что Сенгол является попыткой БДП узаконить индуистскую символику.
По данным The New York Times, во время инаугурации нового индийского парламента этот скипетр выступил в качестве ключевого объекта, заключающего в себе смысл нового парламента — «сбросить не только остатки колониального прошлого Индии, но и во все большей степени заменить светское правление, которое последовало за ним».